# Polystichum tagawanum
Polystichum tagawanum är en träjonväxtart som beskrevs av Kurata. Polystichum tagawanum ingår i släktet Polystichum och familjen Dryopteridaceae. Inga underarter finns listade.